# Konfusion (Recht)
Konfusion tritt im Schuldrecht ein, wenn der Gläubiger einer Forderung mit dem Schuldner einer korrespondierenden Verbindlichkeit in einer Person zusammentrifft.

## Etymologie
Das Verb für „zusammengießen“ (lateinisch confundere) ist die Grundlage, aus der im Deutschen das Adjektiv „konfus“ entstand, das heute im übertragenen Sinne umgangssprachlich als Konfusion für die Verwirrung oder Unordnung steht. Das Fremdwort „Konfusion“ übersetzten die Gesetzbücher Deutschlands, Österreichs und der Schweiz später als „Vereinigung“. Deshalb ist die Konfusion kein Rechtsbegriff, der Begriff wird aber in der Fachliteratur dem Begriff der Vereinigung vorgezogen. In Deutschland tauchte „confusion“ erstmals im Mittelalter ersichtlich im Jahre 1454 auf.

## Allgemeines
Ein Schuldverhältnis setzt begrifflich einen Gläubiger und einen Schuldner voraus, fallen beide in einer Person zusammen, so erlischt es. Die Konfusion setzt deshalb Personenidentität im Korrespondenzverhältnis der Personen voraus. Konfusion ist „das Zusammentreffen eines Rechts und der ihm entsprechenden Verbindlichkeit in einem Rechtssubjekt“. Durch dieses Zusammentreffen erlöschen die Forderungen aus Sicht des Gläubigers und die korrespondierenden Verbindlichkeiten aus Sicht des Schuldners. Damit ist die Konfusion neben Tilgung, Schuldenerlass, Erfüllung und den Erfüllungssurrogaten (Aufrechnung und Hinterlegung) ein Grund für das Erlöschen betroffener Forderungen und korrespondierender Verbindlichkeiten.
Konfusion kann erst nachträglich bei einer Rechtsnachfolge eintreten, etwa wenn der Gläubiger seine Forderung an den Schuldner abtritt oder der Mieter einer Mietwohnung den Vermieter beerbt. Keine Konfusion liegt dagegen bei der Vereinigung von Schulden und akzessorischer Verpflichtung aus einem Sicherungsvertrag vor. Wenn beispielsweise der Bürge den Hauptschuldner beerbt oder umgekehrt, dann bleibt die Verpflichtung aus der Bürgschaft bestehen, wenn ein Gläubigerinteresse am Fortbestand der akzessorischen Verbindlichkeit vorhanden ist. Niemand kann sich zwar für seine eigenen Schuld verbürgen (siehe hierzu § 765 Abs. 1 BGB), doch kann jeder durch Rechtsnachfolge zum Bürgen für seine eigene Schuld werden.

## Geschichte
Die Vermischung von Flüssigkeiten verschiedener Eigentümer (lateinisch confusio) war im römischen Recht der Ausgangspunkt, bei dem verschiedene Rechtsobjekte aufeinandertreffen. Diese Vereinigung wurde auch auf das Zusammentreffen von Forderung und Verbindlichkeit in einer Person angewandt. Für Seneca stand fest, dass niemand sein eigener Gläubiger oder Schuldner sein konnte. Schon das klassische römische Recht erklärte die Konfusion zum Bestandteil des Ius civile. Durch die Konfusion des Vermögens des Schuldners mit dem des Gläubigers geht entweder der Vermögensteil der Verbindlichkeit aus dem Vermögen des Schuldners in das Vermögen des Gläubigers über oder der Vermögensteil verbleibt im Vermögen des Schuldners. „Wenn jemand Erbe seines Schuldners wird, dann ist er infolge Konfusion nicht länger Gläubiger“. Durch die Vereinigung von Schuld und Forderung in einer Hand (lateinisch confusio) trat schließlich Erfüllung (lateinisch solutio) ein.
Auf dem Regensburger Hof- und Reichstag vom April 1454 hielt der Mainzer Generalvikar Johann(es) von Lysura eine Rede, in der das Wort „confusion“ erstmals im Deutschen vorkam. Er sprach davon, dass andere Nationen die deutsche Nation „mit schanden und groisser confusion gancz und gar verdilgen“ werden. Konfusion musste hier noch als „Unordnung“ verstanden werden.
Das vom Juni 1794 stammende Allgemeine Preußische Landrecht (ALR) sah die Konfusion als „Vereinigung“ vor. „Wenn die Rechte des Gläubigers und die Verbindlichkeiten des Schuldners in einer Person zusammentreffen, so werden beide durch diese Vereinigung aufgehoben“ (I 16, § 476 ALR). Die Vereinigung hatte aus einem unwiderruflichen Rechtsgrund stattzufinden (I 16, § 478 ALR), bei Widerruflichkeit ruhten die Rechte und Pflichten bis zum Widerruf (I 16, § 479 ALR). Wenn der Bürge den Hauptschuldner beerbt oder umgekehrt, bleiben die Rechte des Gläubigers bestehen (I 16, § 495 ALR). Im ersten Teil und dessen 16. Titel finden sich weitere Regelungen zur Vereinigung bis I 16, § 512 ALR.
Das österreichische ABGB trat im Januar 1812 in Kraft und regelte die Konfusion als „Vereinigung“. Auch das Schweizer Obligationenrecht vom Januar 1883 berücksichtigte die „Vereinigung“. Ebenfalls sah der erste Entwurf zum deutschen BGB vom Dezember 1887 als § 291 BGB vor: „Vereinigung. Das Schuldverhältnis erlischt, wenn Forderung und Verbindlichkeit in derselben Person sich vereinigen.“ Die zweite Kommission strich im Jahre 1897 diese Bestimmung aus „der Erwägung, dass die Regel, soweit sie richtig ist, aus dem Wesen der Obligation sich von selbst ergibt und überdies aus den Ausnahmen, welche der Entwurf enthält, sich unschwer ableiten lässt“.

## Rechtsfragen
Im BGB ist das Rechtsinstitut der Konfusion nicht ausdrücklich geregelt, wird jedoch in vielen Vorschriften als selbstverständlicher Rechtsgrundsatz vorausgesetzt. Dadurch sind Fallgestaltungen gesetzlich ungeregelt, so dass sich die Rechtsprechung mit der Thematik auseinanderzusetzen hatte. Der Bundesgerichtshof (BGH) befasste sich mit der – auch von ihm als Vereinigung bezeichneten – Konfusion mehrfach.
BGB
Vor allem das Erbrecht mit der Rechtsnachfolge ist von Konfusionen betroffen. War ein Erbe der Gläubiger des Erblassers, so vereinigen sich mit dem Tode des Erblassers in der Person des Erben Forderung und Schuld (§ 1922 Abs. 1 BGB); diese Vereinigung führt in der Regel zum Erlöschen der Forderung, da niemand sein eigener Schuldner sein kann. Dann komme § 2143 BGB zur Anwendung. Dieser Zusammenfall von Gläubiger und Schuldner ist dem BGH zufolge ein anerkannter Erlöschensgrund. Der Leitsatz dieses Urteils lautet: „Erlischt ein Auflassungsanspruch durch den Zusammenfall von Gläubiger und Schuldner (Konfusion), so geht auch die zu seiner Sicherung bestehende Auflassungsvormerkung unter“. Jeder Vertragsschluss setze Personenverschiedenheit voraus; mit sich selbst könne niemand einen Kaufvertrag abschließen.
Zwei dieser BGH-Urteile sind auf heftige Kritik in der Judikatur gestoßen. Der Sicherungszweck von Bürgschaft, Hypothek und Pfandrecht sei im ersten Fall gegenüber dem Akzessorietätsdogma vorrangig, wie an den Regelungen der §§ 768 Abs. 1 Satz 2 BGB, § 1137 Abs. 1 Satz 2 BGB, § 1211 Abs. 1 Satz 2 BGB und § 254 Abs. 2 InsO zu erkennen sei. Der vorrangige Sicherungszweck erfordere eine entsprechende Einschränkung der Konfusionsfolgen. Im zweiten Fall führe die Ausübung eines Vorkaufsrechts lediglich zur Vertragsüberleitung ohne erneute Vertragsverhandlung. Beide Urteile versagten einem Gläubiger, was ihm gebühre; sie verstießen gegen eines der obersten Rechtsgrundsätze, gegen den Grundsatz Jedem das Seine (lateinisch ius suum cuique tribuere). Trotz Konfusion erlischt eine Forderung nicht, die der Gläubiger einem Dritten abtreten muss; ebenso wenig, wenn er aus dem Sicherungsvertrag zur Rückabtretung verpflichtet ist.
Das BGB spricht in den erbrechtlichen Ausnahmetatbeständen der §§ 1976 BGB, § 1991 Abs. 2 BGB, § 2143 BGB, § 2175 BGB und § 2377 Satz 1 BGB genauer von der „Vereinigung von Recht und Verbindlichkeit oder von Recht und Belastung“.
Zur Konfusion kommt es nicht, wenn bei der Gesamtschuld ein Forderungserwerb durch einen oder mehrere Gesamtschuldner stattfindet; vielmehr hat dieser Forderungserwerb nur Einzelwirkung (§ 425 Abs. 2 BGB) mit der Folge, dass die insoweit nicht erloschene Forderung in Höhe der Ausgleichspflicht gegen die übrigen Schuldner übergeht. Die Vereinigung eines Gesamtschuldners mit dem Gläubiger wirkt also nur relativ ihm gegenüber; die anderen bleiben weiterhin verhaftet. Wegen Sinnentleerung erlischt ein Miet- oder Leihvertrag, wenn Mieter oder Entleiher das Eigentum erwerben (insbesondere bei der Umwandlung von Wohnungsmiete in Wohnungseigentum) oder wenn umgekehrt der Eigentümer den Mieter oder Entleiher beerbt.
Wertpapierrecht
Im Wertpapierrecht gilt anerkanntermaßen der Ausschluss der Konfusion und die weitere Übertragbarkeit nach dem Rückerwerb durch den Aussteller oder Bezogenen bei Wechseln und Schecks (Art. 3 Abs. 1 und 3 WG und Art. 11 Abs. 3 WG; Art. 6 Abs. 1 ScheckG und Art. 14 Abs. 3 ScheckG). Scheck und Wechsel haben heute ihre Bedeutung verloren, so dass auch Konfusionsfragen nicht mehr thematisiert werden.
Verfassungsrecht
Im Verfassungsrecht bedeutet das Konfusionsargument, dass der Staat nicht gleichzeitig Träger und Adressat der Grundrechte sein kann. Danach gelten die Grundrechte grundsätzlich nicht für juristische Personen des öffentlichen Rechts, soweit sie öffentliche Aufgaben wahrnehmen. Dies gilt nicht nur, wenn der Staat unmittelbar in Erscheinung tritt – als Staatsgewalt des Bundes oder eines Landes –, sondern grundsätzlich auch, wenn er sich zur Erfüllung seiner Aufgaben eines selbständigen Rechtsgebildes bedient (im Urteil: Sozialversicherungsträger).

## Abgrenzung
Bei der Konsolidation handelt es sich um das sachenrechtliche Pendant der Konfusion, denn es fallen Berechtigter und Verpflichteter eines dinglichen Rechts in einer Person zusammen. So ist § 1256 Abs. 1 BGB ein Fall der Konsolidation, denn das dingliche Pfandrecht erlischt, wenn es mit dem Eigentum in einer Person zusammenkommt.
Kein Fall der Konfusion ist die Obliegenheit, auch wenn sie oft als „Pflicht gegen sich selbst“ beschrieben wird: gemeint ist damit jedoch nur, dass keine einklagbare Verpflichtung besteht, sondern lediglich im eigenen Interesse ein bestimmtes Verhalten ratsam ist.

## International
In Österreich und in der Schweiz ist die Konfusion als „Vereinigung“ sogar gesetzlich geregelt. In Österreich ist die „Vereinigung“ in § 1445 ABGB erwähnt. In Grundbüchern eingetragene Forderungen und Verbindlichkeiten werden jedoch nach § 1446 ABGB durch eine Vereinigung nicht aufgehoben, bis die Löschung erfolgt ist. Die Anmietung der eigenen Sache ist nach § 1445 ABGB rechtswirksam, wenn ihr Gebrauch einem anderen zusteht.
In der Schweiz regelt Art. 118 OR die Vereinigung. Sie liegt vor, wenn die Eigenschaften des Gläubigers und des Schuldners in einer Person zusammentreffen, so dass die Forderung als durch Vereinigung erloschen anzusehen ist. Ausgenommen sind Grundpfandrechte und Wertpapiere (Art. 118 Abs. 3 OR). Vereinigen sich bei der Bürgschaft die Haftung als Hauptschuldner und diejenige als Bürge in einer und derselben Person, so bleiben dem Gläubiger die ihm aus der Bürgschaft zustehenden besonderen Vorteile gewahrt (Art. 509 Abs. 2 OR). Im Schweizer Wertpapierrecht kann gemäß Art. 1001 Abs. 3 OR das Indossament auch auf den Bezogenen, auf den Aussteller oder auf jeden anderen Wechselverpflichteten lauten. Art. 1108 OR sieht vor, dass das Indossament beim Scheck („Check“) auch auf den Aussteller oder jeden anderen Checkverpflichteten lauten kann.
Das Erlöschen von Verbindlichkeiten infolge des Zusammenfalls von Gläubiger und Schuldner ist in zahlreichen weiteren europäischen Kodifikationen bekannt. In Frankreich sieht Art. 1349 Code civil vor, dass sich eine Konfusion (französisch confusion) aus der Kombination des Gläubigers und des Schuldners derselben Verpflichtung in derselben Person ergibt. In Spanien erlöschen Verbindlichkeiten durch Konfusion (spanisch confusión) nach Art. 1156 Código civil (siehe auch Art. 1192–1194 Código civil). In Italien regeln die Artikel 1253–1255 Codice civile die Konfusion (italienisch confusione). Auch das englische Recht folgt dem dort ungeschriebenen Grundsatz des Common Law mit dem Zusammentreffen von Rechten (englisch merger of rights and liabilities). Es ist hier am häufigsten im Law of Land anzutreffen.
Auch außerhalb Europas gibt es die rechtliche Konfusion, so etwa in Brasilien (Art. 381–384 Código civil; in Kraft seit Januar 2003) oder in Japan (Art. 520 ZGB-Japan). Gemäß Art. 1275 Obligations and Contracts erlischt auf den Philippinen eine Verpflichtung zu einem Zeitpunkt, an dem der Gläubiger (englisch creditor) und der Schuldner (englisch debitor) in derselben Person zusammentreffen (englisch merge).